# Divenire
Il divenire, inteso come mutamento, movimento, scorrere senza fine della realtà, perenne nascere e morire delle cose, è stato uno dei concetti filosofici più importanti su cui si sono contrapposte visioni ontologiche di tipo statico (come quella eleatica) e di tipo dinamico (come quella eraclitea e dell'atomismo leucippeo).
Il termine divenire [dal latino devĕnire composto di de (prep. che indica moto dall'alto) e venire (venire) quindi propriamente "venir giù"] in filosofia implica un cambiamento non solo nello spazio, come nel significato originario, ma anche nel tempo.

## La difficoltà del concetto
La problematicità della definizione del divenire inizialmente nasceva dalla considerazione che la sostanza primigenia doveva concepirsi come unica, immobile ed immutabile: ma se così era, come si spiegava la nascita da essa della molteplicità delle cose? Se all'inizio, come ad esempio sosteneva Talete, l'essenza unica era l'acqua, tale doveva rimanere per sempre e non dar luogo alla molteplicità degli esseri.
La difficoltà, anche se non esplicitamente affrontata, si presentava al pensiero dei primi filosofi della Ionia che cercano di superarla parlando di una sostanza, sempre identica a se stessa, ma vivente. Tutto vive (panpsichismo e ilozoismo). È la vita della sostanza che spiega la molteplicità degli esseri che divengono, nascono e muoiono. Ma è chiaro che parlare di vita della sostanza equivaleva a una contraddizione in terminis, poiché si definisce sempre identica a se stessa, e quindi immutabile, qualcosa che in effetti vivendo diviene e muta continuamente.

## Eraclito
Il divenire è, secondo Eraclito, la sostanza dell'Essere, poiché ogni cosa è soggetta al tempo e alla trasformazione. Anche quello che sembra statico alla percezione sensoriale in verità è dinamico e in continuo cambiamento.
Questo concetto si concretizza nella tesi che individua nel fuoco (πῦρ, in greco) il simbolico principio di tutte le cose. Questo elemento simboleggia per antonomasia il movimento, la vita e la distruzione.
Il divenire è quindi la legge immutabile, il logos, «poiché tutto muta, meno la legge del mutamento», che regola l'alternanza di nascita e morte. È l'identità del diverso, ovvero l'elemento che unifica il molteplice (ciò che in tutte le molteplici cose è costante). Il divenire è infatti composto di opposti che convivono nelle cose: la strada in salita è la stessa anche in discesa, la fame rende dolce la sazietà ecc. Appare per la prima volta una concezione dialettica della realtà.
Ma non tutti sono in grado di riconoscere il logos, la legge che regola il mondo. Solo alcuni sono i "desti" che sanno riconoscere la legge comune del logos, gli altri, i "dormienti", vivono come in un sogno, sono prigionieri dell'opposizione, della lotta, del contrasto, incapaci di sollevarsi all'unità del tutto:
Eraclito, infatti, afferma che tutto scorre (panta rei) , che tutto è in perenne movimento, e la staticità è morte. In questa concezione, infatti, il divenire è la condizione necessaria dell'Essere, della vita stessa. Tipico è l'esempio del fiume: Eraclito afferma che è impossibile bagnarsi due volte nello stesso fiume, perché dopo la prima volta, sia il fiume (nel suo perenne scorrere) sia l'uomo (nel suo perenne divenire) non sono più gli stessi.

«A chi discende nello stesso fiume sopraggiungono acque sempre nuove.»

«Noi scendiamo e non scendiamo nello stesso fiume, noi stessi siamo e non siamo.»
Anzi un suo discepolo, Cratilo obiettò al suo maestro che in effetti non ci si può bagnare nello stesso fiume neppure una sola volta poiché l'acqua che bagna il piede non è più la stessa che bagna la caviglia.
L'armonia delle cose, per Eraclito, sta proprio nel suo perenne mutamento e nel continuo contrasto tra gli opposti. Questo concetto è definito polemos ("guerra", "opposizione"), il quale permette l'esistenza di tutte le cose.

## Gli eleati

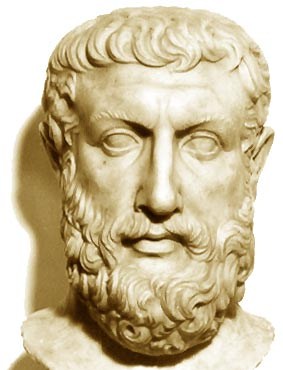
Parmenide

Gli eleati, al contrario di Eraclito non hanno fiducia nei sensi che mostrano il movimento. La sensibilità genera l'opinione dei mortali che vivono nell'illusione per cui si crede vera l'esistenza del divenire come una mescolanza di essere e non essere. Ma il non essere non esiste e non può essere pensato. 
«È la stessa cosa pensare e pensare che è:

perché senza l'essere, in ciò che è detto,

non troverai il pensare...»
Pensare ed essere sono dunque la stessa cosa per cui l'essere è e non può non essere, mentre il non essere non è e non può essere:
«Orbene io ti dirò e tu ascolta attentamente le mie parole, 

quali vie di ricerca sono le sole pensabili:

l'una che dice che è e che non è possibile che non sia,

è il sentiero della Persuasione (giacché questa tien dietro alla verità);

l'altra dice che non è e che non è possibile che non sia;

questa io ti dichiaro che è un sentiero del tutto inindagabile;

perché il non essere né lo puoi pensare (non è infatti possibile)

né lo puoi esprimere» 
Com'è possibile del resto pensare alla nascita come un passaggio dal non essere all'essere e alla morte come un andare dall'essere al non essere? Nascita e morte non sono che apparenze dell'essere, ingenerato (nulla nasce dal nulla), eterno (nulla finisce nel nulla), immobile, unico (poiché se fossero due, dovrebbe essere separato dal non essere), compatto e ben definito (simile a una perfetta sfera).
Questa è la convinzione di Parmenide che si contrapponeva nettamente a quella di coloro che sostenevano la tesi di Eraclito.
A sostegno dell'essere immutabile parmenideo Zenone formulerà i suoi paradossi
Il fine dei paradossi è quello di dimostrare che accettare la presenza del movimento nella realtà implica contraddizioni logiche superiori a coloro che negano il divenire ed è meglio quindi, da un punto di vista puramente razionale, rifiutare l'esperienza sensibile ed affermare che la realtà è immobile e il divenire non esiste.

## I pluralisti
Per uscire dall'impasse delle due teorie mistiche di Parmenide ed Eraclito, che appaiono, pur contraddicendosi, ambedue logicamente fondate, i filosofi pluralisti materialisti propongono una soluzione più razionalistica e naturalistica che assimili il divenire all'essere, accentuando il peso concettuale del primo rispetto al secondo.
Per il divenire è essenziale pensare che ci sia una molteplicità di entità fondanti: gli esseri, e i pluralisti sostengono infatti che all'inizio della storia del mondo vi era una molteplicità di elementi primigenii con le proprietà dell'essere parmenideo, cioè eternità e immutabilità.
In questo modo la nascita non è un passaggio dal non essere all'essere ma un'aggregazione delle entità primitive che, ad esempio per Empedocle sono i quattro elementi di terra, acqua, aria e fuoco, per Anassagora quelli che egli chiama semi, per Leucippo gli atomi quali particelle elementari indivisibili.
Ognuno di noi nasce con un'aggregazione variabile di questi molteplici elementi primari, che rimangono di per sé sempre identici a se stessi ed immutabili. La morte non sarà altro che la separazione di questi elementi che se ne torneranno ciascuno per suo conto a far parte del loro essere iniziale.
Questa apparente soluzione della conciliazione dell'essere e del divenire, cozzava però contro una difficoltà: se i molteplici esseri si presentavano e rimanevano all'inizio immutabili e quindi immobili, per salvaguardare le esigenze dell'essere eleatico, come si spiegava in seguito il loro aggregarsi e disgregarsi?
Il problema è in realtà avanzato dai monisti in opposizione ai pluralisti, ma ha una sua giustificazione. Infatti i pluralisti facevano intervenire dall'esterno delle forze quali l'Amore e l'Odio, per Empedocle, o il Nous, per Anassagora, che spiegassero l'aggregazione e la disgregazione degli elementi primari.
Un vero "Deus ex machina", secondo la critica di Aristotele che considerava il nous anassagoreo né più né meno che come quello strumento teatrale che, negli intricati drammi della commedia antica, faceva scendere, calato dall'alto, un personaggio divino che mettesse ordine nell'ingarbugliata trama dello spettacolo.

## Leucippo
Per Leucippo l'obiezione aristotelica veniva superata in quanto il movimento degli atomi nel vuoto non è più esterno, bensì intrinseco ad essi. La kìnesis atomica rende perciò superfluo qualsiasi agente esterno atto a spiegare il divenire. Ma è specialmente il concetto di vuoto a rivoluzionare profondamente ogni concezione ontologica precedente, divenendo esso un vero pre-essere come condizione indispensabile dell'essere stesso

## I sofisti
A questo punto la soluzione del problema dell'essere e del divenire verrà messa da parte dall'avvento dei sofisti, i quali sosterranno che ciò che importa non è capire se sia vero e reale l'essere o il divenire, ma piuttosto conoscere come l'uomo si debba comportare nei confronti della realtà qualunque essa sia nella sua natura. 
La filosofia pratica comincia a prevalere su quella teoretica e così continuerà ad essere con Socrate e Platone sino a quando Aristotele proporrà la sua nuova definizione del divenire.

## Aristotele

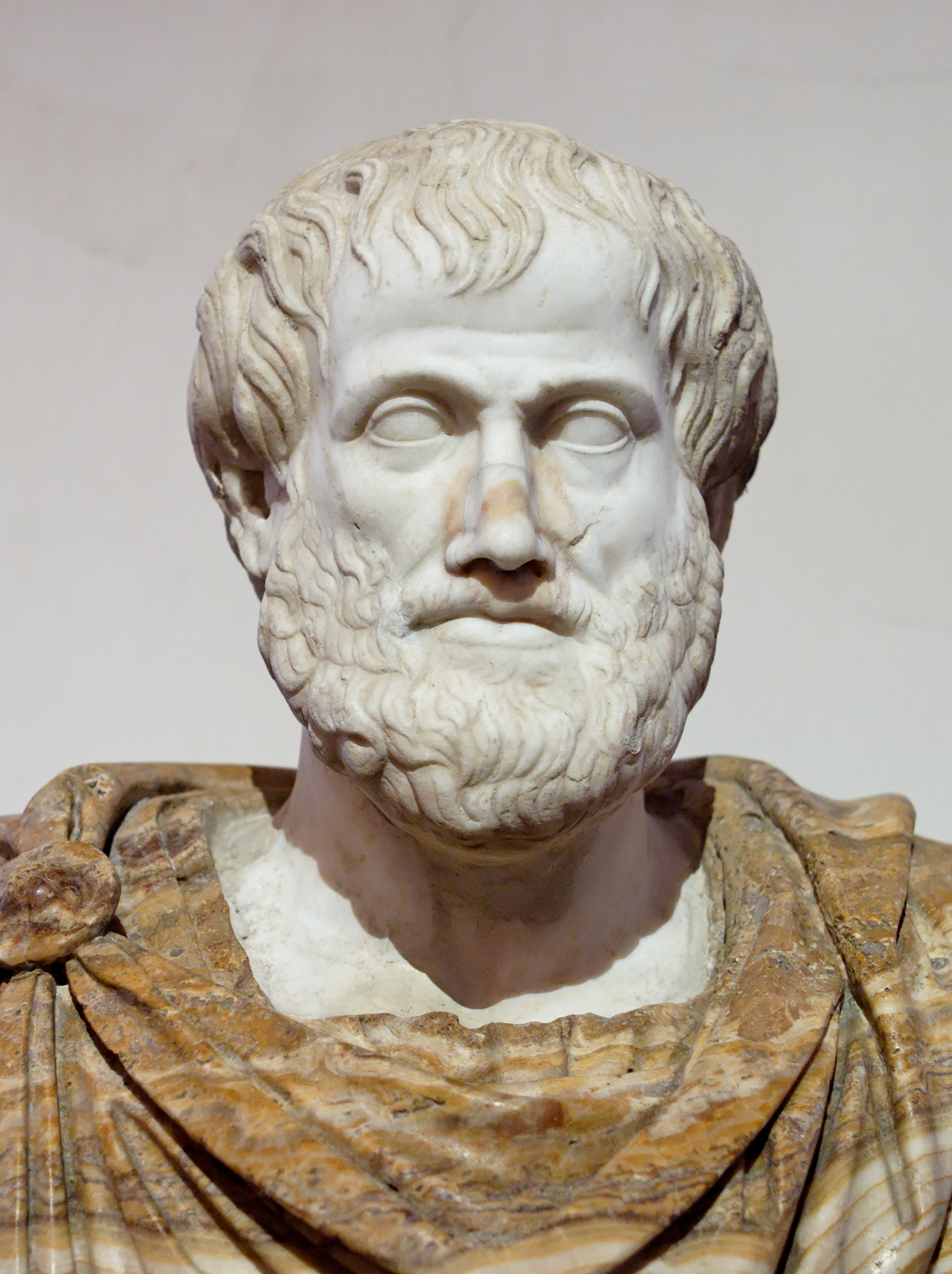
Aristotele

Un approfondito studio del divenire si trova nella Fisica di Aristotele che si contrappone agli eleati che sostenevano l'immutabilità dell'essere unico: esistono infatti molteplici modi dell'essere.
Partendo dalla certezza, data per evidenza, che gli enti sensibili siano continuamente soggetti al divenire (e quindi al corrompersi e al morire) e al muoversi, lo Stagirita si occupa del movimento - inteso come il passaggio da un certo tipo di essere a un altro certo tipo di essere - del tempo e dei fenomeni fisici in generale, fornendo uno dei primi studi completi di fisica.
I concetti cardine della Fisica aristotelica sono:
- il sostrato[12]: è ciò che permane nonostante il mutare. Un essere umano, per esempio, da essere giovane diventa vecchio; dunque ha subito una mutazione, ma sempre dello stesso essere umano stiamo parlando che quindi possiamo definire come sostrato.

Il sostrato ultimo è naturalmente la materia prima, intesa come il determinarsi dell'essere nelle varie possibili forme senza essere nessuna di esse.
- la privazione e la forma. Il divenire si può allora descrivere come il trasformarsi di un ente che prima era privazione, mancava di una caratteristica e in seguito l'acquista diventando forma.

È naturale cioè che «[...] né qualunque cosa si genera da qualunque cosa. Il bianco si produce da ciò che è non-bianco, e non da un non-bianco qualsiasi, ma dal nero o da qualcosa che è intermedio fra il bianco ed il nero.» : pertanto un corpo diventa bianco (forma) da un dato non-bianco (privazione).

### Un'altra concezione del divenire
Sarebbe irrazionale e irreale quindi pensare il divenire come il passaggio dal non-essere all'essere e viceversa, poiché dal nulla, nulla può venir fuori e d'altra parte è impensabile che il divenire sia un andare dall'essere al non essere, poiché l'essere non può cadere nel nulla.
È possibile allora spiegare il divenire anche mediante i concetti di potenza e atto.
Un tavolo (forma), costruito partendo dal legno (sostrato) è il passaggio da un essere in potenza (il legno prima di essere lavorato come tavolo) ad un essere in atto (il tavolo). Affinché questo movimento avvenga è necessario che venga compiuto da qualcosa o qualcuno - il falegname in questo caso - che viene definito dal filosofo causa efficiente o meglio Motore 
Esistono diversi modi del divenire : 
- sostanziale (generazione e corruzione dell'ente);
- qualitativo (l'alterazione dell'essere);
- quantitativo (aumento e diminuzione, la quantità dell'essere);
- locale (lo spostamento, la traslazione di un essere da un posto ad un altro);

Il movimento locale è fondamentale, sta alla base di tutti gli altri moti che lo presuppongono, e si distingue in: 
- circolare, sempre uguale a se stesso, caratterizza il movimento dei cieli composti dal quinto elemento l'etere che è eterno, non ha mutamenti;
- rettilineo, dal basso in alto e dall'alto in basso, proprio dei quattro elementi: terra, acqua, aria e fuoco. Gli esseri che hanno questi moti contrari sono corruttibili.

Le cause del movimento possono essere:
- accidentali, se riguardano fenomeni naturali
- volute, se compiute dall'uomo

#### Teoria dei posti naturali
Se si toglie uno dei quattro elementi dal suo ambiente, dal suo luogo questi tende a tornarvi come dimostra un sasso gettato nell'acqua che affondando tende ad andare verso la sua sfera, quella della terra, mentre le bolle d'aria che si liberano nell'acqua tendono ad andare verso l'alto, ossia verso la sfera dell'aria.

## Le moderne concezioni del divenire
Oltre che nella filosofia antica altri pensatori più vicini a noi hanno privilegiato il divenire come chiave interpretativa della realtà.

### Hegel

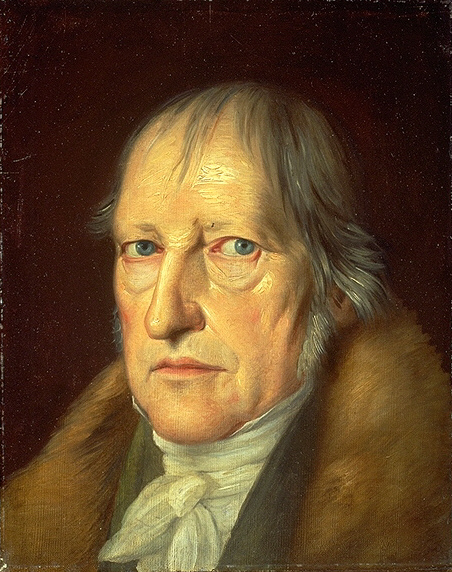
Hegel

Il concetto del divenire è fondamentale nella filosofia hegeliana tutta impostata sull'incessante sviluppo dialettico del pensiero e della realtà. La realtà del divenire è dimostrata dal fatto che l'essere nella sua indeterminatezza equivale al nulla nel senso che non si conosce niente quando si dice semplicemente essere ma dovremo dire "questo essere" per uscire dalla vacuità e così il concetto del nulla a sua volta si converte in quello dell'essere. Siamo noi a concepire l'essere e il nulla. Non c'è alcun movimento che proceda “dall'essere al nulla”, poiché entrambi si equivalgono. Il concetto del divenire invece comprende entrambi i concetti dell'essere e del nulla nel senso che il divenire è sempre o un nascere o un perire, qualcosa che ancora non è e che sarà, o che è già stato e non è più. Il divenire allora è qualcosa di immanente al nostro stesso pensiero che ha lo stesso andamento, movimento dialettico della realtà.

### Bergson

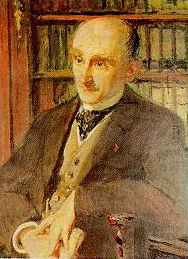
Henri Bergson

Nel pensiero idealistico posteriore, il divenire si è svincolato dall'aspetto logico linguistico e si è sempre più identificato con il tema dell'Io e della storia.
Nella corrente dello spiritualismo il tema del divenire viene associato da Henri Bergson al tempo assumendo così il nuovo significato di "durata":
Il tempo spazializzato della fisica che considera gli istanti che si susseguono, come esterni uno all'altro, nel divenire differenti solo quantitativamente è una astrazione che vuole sostituirsi alla reale durata dove tra istante e istante, che si compenetra uno all'altro, c'è una differenza qualitativa di una perenne creatività che si contrappone alla pretesa reversibilità del tempo della fisica.

### Severino
Nell'ambito del dibattito filosofico attuale una dei più originali contributi al concetto del divenire è quello del filosofo Emanuele Severino che incentra il suo pensiero proprio sulla considerazione del mutare: 
Severino arriva a una nuova elaborazione del concetto di causa ed effetto, in cui la causa necessaria non cessa di vivere quando dà vita all'effetto, ma, coeterna con l'effetto, si dice tale perché l'apparire e poi sparire della causa provoca sempre l'inevitabile entrare e uscire dell'effetto. Il principio di causalità, che la filosofia normalmente deriva dal principio di non-contraddizione, è applicato all'apparire degli enti nel divenire, e non al loro essere che non può essere causa o effetto di nulla, perché è e resta eterno. Non è la legna che diventa cenere, ma è la legna a causare l'apparire della cenere quando la legna cessa di essere visibile.

Quindi, il fatto che prima appaia la legna e poi la cenere, non è né un puro caso né qualcosa di dovuto a una causa esterna a entrambe, come è una mente creatrice che ha dall'eternità sincronizzato due orologi in modo che si vedesse apparire prima la legna e poi la cenere (sia che la legna "muoia" e finisca sostanzialmente in cenere, o sia un mero apparire uno dopo l'altro di enti eterni)

#### I valori immutabili
Per Severino il divenire, ossia l'intendere il processo vitale come un costante passaggio tra l'essere ed il non-essere, è alla base della concezione moderna del mondo. Il divenire è da Severino inteso come l'apparire dal nulla e lo scomparire nel nulla degli enti, motivo per cui il concetto di divenire provoca un costante senso d'angoscia nell'uomo moderno. Da questa angoscia è scaturito il bisogno, per l'uomo, di escogitare una qualche scappatoia da questo processo di nullificazione dell'esistenza e dell'essenza. Tale scappatoia è vista da Severino negli Immutabili, valori che gli uomini hanno posto come verità ultimative e fondative della realtà, che avrebbero dovuto regolare e legalizzare il processo del divenire sottraendogli quell'aspetto di irrazionalità e imprevedibilità da cui scaturisce l'angoscia sopra citata.
Tuttavia a partire da pensatori come Leopardi e Nietzsche, secondo Severino, si sono piano piano frantumate tutte le certezze e i fondamenti del sapere occidentale, si è assistito a una vera e propria distruzione di quella che il pensatore bresciano definisce "episteme": non è più possibile per l'uomo credere in questo tipo di verità.

#### Ritorno a Parmenide
È quindi giunto il momento, per Severino, di "tornare a Parmenide" cioè recuperare quel senso dell'essere che sarebbe stato smarrito nella filosofia occidentale a partire da  Aristotele: non è possibile pensare che un ente divenga "altro da sé" (la legna che diventa cenere, la legna che produce la "sua" cenere) perché cioè implicherebbe un impossibile passaggio dall'essere al nulla. La legna che smette di essere legna per diventare cenere (o uno degli infiniti passaggi intermedi) dovrebbe entrare nel nulla: questa è la vera essenza del nichilismo, secondo Severino.
Parmenide invece sosteneva che "l'essere è, e non può non essere", l'essere e il nulla sarebbero in tale opposizione da non potersi incontrare neanche nell'attimo in cui una cosa passa dall'essere al nulla (il momento in cui la legna smette di essere legna - per diventare cenere - è un momento in cui l'essere della legna dovrebbe non essere, il che implicherebbe una stridente contraddizione): la risposta a questa fondamentale problematica è, secondo Severino, che tutto è eterno.

#### Tutto è eterno
Ogni cosa che ha la proprietà di essere ha, per la stessa natura dell'essere, la proprietà di essere eterna. Questa affermazione, che sembra in stridente contrasto con il senso comune, viene in ogni caso giustificata da Severino: le cose che non vediamo più non sono improvvisamente entrate nel nulla, come sembrerebbe, perché non possono farlo; sono semplicemente scomparse dall'"orizzonte degli eventi", ma continuano ad esistere in una dimensione che non è quella mondana.
La realtà, per Severino, è come la pellicola di un film: i fotogrammi esistevano già prima di passare davanti al proiettore, e continuano ad esistere una volta che l'hanno passato; nello stesso modo gli enti esistevano già prima di apparire nel mondo, e continuerebbero ad esistere anche una volta che non sono più percepibili. Questa metafora però non rende pienamente il senso del discorso severiniano e rischia, se presa alla lettera, di generare più paradossi di quanti in realtà non ne risolva. Possiamo dire che, per Severino, è sbagliata l'idea che possa esistere un 'proiettore' sovra-temporale, innanzi al quale tutte le cose 'passano': in realtà, anche il 'proiettore' (cioè la coscienza) fa parte di ogni singolo fotogramma della pellicola che, da un punto di vista assoluto, non si muove affatto. Il divenire è allora semplicemente la percezione della compresenza, all'interno della coscienza di un determinato istante T, dell'istante presente e del ricordo dell'istante precedente T-1 (o meglio, di tutti gli istanti T-1, T-2, T-3.... che vengono abbracciati dal ricordo): ecco spiegata l'apparente dinamicità del reale. In altre parole, anche la coscienza è frammentata in un'infinità di fotogrammi, ciascuno dei quali contiene sia l'evento 'presente' sia il ricordo degli eventi 'passati'.